# فيل برادلي (لاعب كرة قاعدة)
فيل برادلي (بالإنجليزية: Phil Bradley)‏ هو لاعب كرة قدم أمريكية أمريكي، ولد في 11 مارس 1959 في إنديانا في الولايات المتحدة.

## وصلات خارجية
- فيل برادلي (لاعب كرة قاعدة) على موقع دوري كرة القاعدة الرئيسي (الإنجليزية)
- فيل برادلي (لاعب كرة قاعدة) على موقع الدوري الياباني لكرة القاعدة (الإنجليزية)
- فيل برادلي (لاعب كرة قاعدة) على موقعبيزبول رفرنس.كوم (الدوري الرئيسي) (الإنجليزية)
- فيل برادلي (لاعب كرة قاعدة) على موقعبيزبول رفرنس.كوم (الدوري الثانوي) (الإنجليزية)
- فيل برادلي (لاعب كرة قاعدة) على موقع إي إس بي إن.كوم (أم.أل.بي) (الإنجليزية)
- فيل برادلي (لاعب كرة قاعدة) على موقع مشجعي الرسوم البيانية (الإنجليزية)
- فيل برادلي (لاعب كرة قاعدة) على موقع قاعة ميسوري للمشاهير الرياضية (الإنجليزية)